# Aadmi Aur Insaan
Aadmi Aur Insaan è un film indiano del 1969 diretto da Yash Chopra.

## Premi
- Filmfare Awards
  - 1970: "Best Supporting Actor Award" (Feroz Khan)